# Cleistes caloptera
Cleistes caloptera é uma espécie de orquídea terrestre de folhas alternadas e flores grandes que abrem em sucessão, com raízes tuberosas delicadas, habitante de Brasília a Minas Gerais, no Brasil.